# Agrotera semipictalis
Agrotera semipictalis là một loài bướm đêm trong họ Crambidae.